# Museros
Museros település Spanyolországban, Valencia tartományban. Museros Albalat dels Sorells, Albuixech, Emperador, Massalfassar, Massamagrell, Moncada, Náquera, Rafelbunyol, Valencia és Foios községekkel határos. Lakosainak száma 6739 fő (2024).

## Népesség
A település népessége az utóbbi években az alábbiak szerint változott:
| Lakosok száma | 4190 | 4555 | 4834 | 5623 | 6262 | 6326 | 6164 | 6458 | 6663 | 6739 |
|               | 2001 | 2004 | 2007 | 2009 | 2012 | 2014 | 2017 | 2019 | 2022 | 2024 |